# Kasteel van Niel

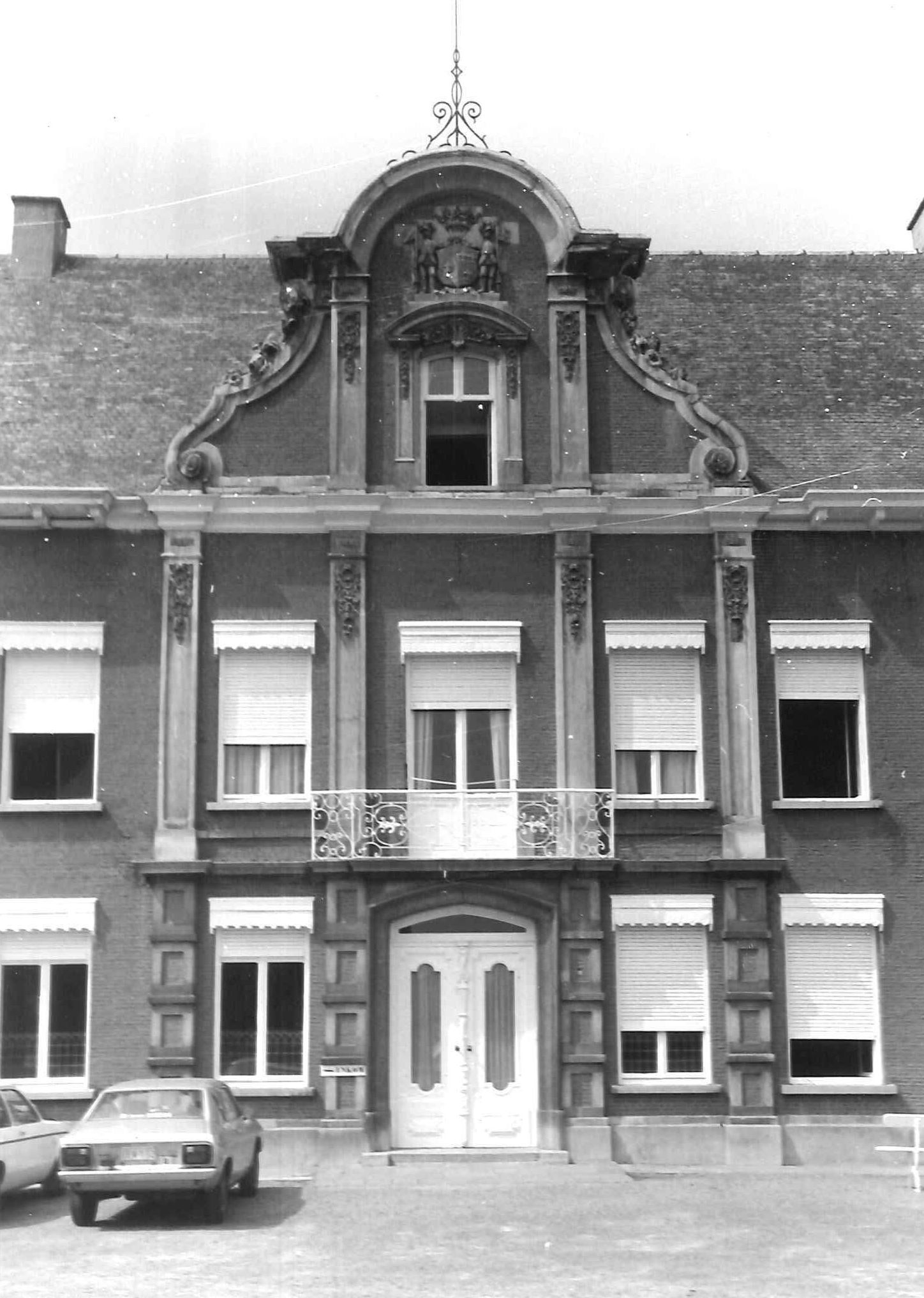
Middenrisaliet van het kasteel

Het Kasteel van Niel (ook: Kasteel Nielderbroeck) is een kasteel in de plaats Niel in de Belgische provincie Antwerpen. Het kasteel is gelegen aan Broeklei 1.

## Geschiedenis
Al in de 13e eeuw stond hier een kasteel. Omstreeks 1535 werd het herbouwd door de familie Jan Baptist de Tassis, heer van Niel. In 1654, in opdracht van Martinus De Hornes, werd de gevel verfraaid in barokstijl. De initialen O.D., van kasteelheer O'Donnoghue (begin 18e eeuw), zijn in het gietijzeren balkon te vinden. In 1860 werd het opnieuw gewijzigd in opdracht van baron Hubert de Roije van Wicke. Zo ontstond een U-vormig gebouw in neorococostijl. Later werd het verder gewijzigd en ging deel uitmaken van een rusthuiscomplex.
Het middenrisaliet toont de neorococostijl, maar de originele vensters werden door rechthoekige vensters vervangen.
Het gebouw wordt omgeven door een domein, bestaande uit een park en weiden.